# Opius iuxtangelum
Opius iuxtangelum är en stekelart som beskrevs av Fischer 1978. Opius iuxtangelum ingår i släktet Opius och familjen bracksteklar. Inga underarter finns listade i Catalogue of Life.